# Checoslovaquia en los Juegos Olímpicos de Grenoble 1968
Checoslovaquia estuvo representada en los Juegos Olímpicos de Grenoble 1968 por un total de 48 deportistas que compitieron en 8 deportes.  
El portador de la bandera en la ceremonia de apertura fue el saltador en esquí Jiří Raška.

## Medallistas
El equipo olímpico checoslovaco obtuvo las siguientes medallas:
| Nombre       | Deporte            | Competición        |
| ------------ | ------------------ | ------------------ |
| Oro          |                    |                    |
| Jiří Raška   | Saltos en esquí    | Trampolín normal M |
| Plata        |                    |                    |
| Equipo       | Hockey sobre hielo | Torneo M           |
| Jiří Raška   | Saltos en esquí    | Trampolín largo M  |
| Bronce       |                    |                    |
| Hana Mašková | Patinaje artístico | Individual F       |